# Dobberworth
De Dobberworth (ook wel Dubberworth) is een van de grootste prehistorische grafheuvels in Noord-Duitsland. Het ligt op het eiland Rügen, vlak bij Sagard.
De Dobberworth is ongeveer 15 meter hoog en is gemaakt van zo'n 22.000 m³ aarde. De grafheuvel is zo'n 150 meter lang en heeft een doorsnede van 40 meter. Het is de grootste grafheuvel van Rügen. Archeologen hebben de bouw van de grafheuvel nog niet precies gedateerd, maar er wordt aangenomen dat hij gebouwd is tijdens de bronstijd. De etymologie van de naam is niet duidelijk; worth wordt in verband gebracht met een oude benaming voor verheven landgoed ("Worte", "Wurt").

## Volksverhalen
Volgens plaatselijke legenden is de Dobberworth gebouwd door een reus. Hij wilde een doorwaadbare plaats maken tussen twee bodden (Kleiner Jasmunder Bodden en Großer Jasmunder Bodden). De reus verloor onderweg klei, dit vormde de heuvel.
Een ander verhaal gaat over een vrouwelijke reus die verliefd was op de prins van Rügen. Hij beantwoordde haar liefde niet. De reuzin ging op weg om wraak te nemen en de heuvel werd gevormd. Weer een ander verhaal gaat over een mannelijke reus, Scharmak, die op weg was naar zijn vriendin. Er zijn ook verhalen over onderaardse wezens en enorme hoeveelheden goud die in de heuvel zijn opgeslagen.